# Championnat d'Angleterre de football 1951-1952
Navigation
Édition précédente Édition suivante
La 53e édition du championnat d'Angleterre de football est remportée par Manchester United. C'est la troisième victoire en championnat du club de Manchester.
Manchester United termine avec quatre points d’avance sur les deuxième, Tottenham Hotspur, le vainqueur de l’année précédentes, et troisième, Arsenal FC.
Le système de promotion/relégation reste en place : descente et montée automatique, sans matchs de barrage pour les deux derniers de première division et les deux premiers de deuxième division. À la fin de la saison, Huddersfield Town et Fulham FC sont relégués en deuxième division. Ils sont remplacés la saison suivante par Sheffield Wednesday et Cardiff City.
Le meilleur buteur de cette saison est le Chilien George Robledo, qui joue à Newcastle United, avec 33 réalisations. Il est le premier joueur non britannique à terminer en tête de ce classement.

## Classement
| Rang | Équipe                  | Pts | J  | G  | N  | P  | Bp | Bc | Diff |
| ---- | ----------------------- | --- | -- | -- | -- | -- | -- | -- | ---- |
| 1    | Manchester United       | 57  | 42 | 23 | 11 | 8  | 95 | 52 | +43  |
| 2    | Tottenham Hotspur       | 53  | 42 | 22 | 9  | 11 | 76 | 51 | +25  |
| 3    | Arsenal FC              | 53  | 42 | 21 | 11 | 10 | 80 | 61 | +19  |
| 4    | Portsmouth FC           | 48  | 42 | 20 | 8  | 14 | 68 | 58 | +10  |
| 5    | Bolton Wanderers        | 48  | 42 | 19 | 10 | 13 | 65 | 61 | +4   |
| 6    | Aston Villa             | 47  | 42 | 19 | 9  | 14 | 79 | 70 | +9   |
| 7    | Preston North End       | 46  | 42 | 17 | 12 | 13 | 74 | 54 | +20  |
| 8    | Newcastle United        | 45  | 42 | 18 | 9  | 15 | 98 | 73 | +25  |
| 9    | Blackpool FC            | 45  | 42 | 18 | 9  | 15 | 64 | 64 | 0    |
| 10   | Charlton Athletic       | 44  | 42 | 17 | 10 | 15 | 68 | 63 | +5   |
| 11   | Liverpool FC            | 43  | 42 | 12 | 19 | 11 | 57 | 61 | -4   |
| 12   | Sunderland AFC          | 42  | 42 | 15 | 12 | 15 | 70 | 61 | +9   |
| 13   | West Bromwich Albion    | 41  | 42 | 14 | 13 | 15 | 74 | 77 | -3   |
| 14   | Burnley FC              | 40  | 42 | 15 | 10 | 17 | 56 | 63 | -7   |
| 15   | Manchester City         | 39  | 42 | 13 | 13 | 16 | 58 | 61 | -3   |
| 16   | Wolverhampton Wanderers | 38  | 42 | 12 | 14 | 16 | 73 | 73 | 0    |
| 17   | Derby County            | 37  | 42 | 15 | 7  | 20 | 63 | 80 | -17  |
| 18   | Middlesbrough FC        | 36  | 42 | 15 | 6  | 21 | 64 | 88 | -24  |
| 19   | Chelsea FC              | 36  | 42 | 14 | 8  | 20 | 52 | 72 | -20  |
| 20   | Stoke City              | 31  | 42 | 12 | 7  | 23 | 49 | 88 | -39  |
| 21   | Huddersfield Town       | 28  | 42 | 10 | 8  | 24 | 49 | 82 | -33  |
| 22   | Fulham FC               | 27  | 42 | 8  | 11 | 23 | 58 | 77 | -19  |

|  | Champion d'Angleterre |
|  | Relégation            |

## Statistiques

### Affluences
| #  | Club                    | Stade                   | Affluence moyenne sur la saison | Variation |
| -- | ----------------------- | ----------------------- | ------------------------------- | --------- |
| 1  | Tottenham Hotspur       | White Hart Lane         | 51 134                          | - 7,9 %   |
| 2  | Arsenal FC              | Highbury                | 51 030                          | + 1,1 %   |
| 3  | Newcastle United        | St James' Park          | 50 476                          | + 8,2 %   |
| 4  | Manchester United       | Old Trafford            | 42 916                          | + 10 %    |
| 5  | Chelsea FC              | Stamford Bridge         | 39 932                          | + 0,7 %   |
| 6  | Sunderland              | Roker Park              | 39 853                          | + 0,2 %   |
| 7  | Aston Villa             | Villa Park              | 38 641                          | + 0,7 %   |
| 8  | Manchester City         | Maine Road              | 38 302                          | D2        |
| 9  | Liverpool FC            | Anfield                 | 38 019                          | - 0,7 %   |
| 10 | Fulham                  | Burnden Park            | 35 832                          | + 8,1 %   |
| 11 | Wolverhampton Wanderers | Molineux Stadium        | 34 437                          | - 13,1 %  |
| 12 | Preston North End       | Deepdale                | 32 936                          | D2        |
| 13 | Portsmouth              | Fratton Park            | 32 523                          | - 0,8 %   |
| 14 | Fulham                  | Craven Cottage          | 31 645                          | + 3,7 %   |
| 15 | West Bromwich Albion    | The Hawthorns           | 29 578                          | - 4,5 %   |
| 16 | Middlesbrough           | Ayresome Park           | 28 775                          | - 20,3 %  |
| 17 | Charlton Athletic       | The Valley              | 27 609                          | - 5,7 %   |
| 18 | Burnley                 | Turf Moor               | 26 624                          | - 5,9 %   |
| 19 | Blackpool               | Bloomfield Road         | 25 854                          | + 1 %     |
| 20 | Stoke City              | Victoria Ground         | 25 222                          | - 2,2 %   |
| 21 | Huddersfield Town       | Alfred McAlpine Stadium | 24 250                          | -10,7 %   |
| 22 | Derby County            | Baseball Ground         | 21 949                          | - 5,6 %   |

## Meilleur buteur
Avec 33 buts, George Robledo, qui joue à Newcastle United, remporte son unique titre de meilleur buteur du championnat.

## Bilan de la saison
| Tableau d'Honneur                    |                   |
| Compétition                          | Vainqueur         |
| Championnat d'Angleterre de football | Manchester United |
| Coupe d'Angleterre de football       | Manchester United |
| Charity Shield                       | Tottenham Hotspur |

| Promotions et relégations |                                  |
| Promus                    | Sheffield Wednesday Cardiff City |
| Relégués                  | Huddersfield Town Fulham FC      |